# Accidente del An-148 de 2011
El 5 de marzo de 2011, un Antonov An-148 se estrelló en Garbuzovo, Región de Alxeevsky, Óblast de Belgorod, Rusia, matando a los seis tripulantes que viajaban a bordo. El avión estaba efectuando un vuelo de prueba antes de su entrega a la Fuerza Aérea de Myanmar. Los testigos relataron que un ala se desprendió del avión en vuelo.

## Aeronave
El avión accidentado fue un Antonov An-148-100E, c/n 41-03, portando el registro de prueba 61708. El avión estaba operando su vuelo número 32.

## Accidente
El avión estaba operando un vuelo de prueba desde el aeropuerto de Pridacha, Vorónezh, Rusia, cuando se estrelló en Garbuzovo, Región de Alexeevsky, Óblast de Belgorod, unos 560 kilómetros (348 mi) al sur de Moscú, y unos 160 kilómetros (99 mi) al este de Belgorod. El accidente tuvo lugar a las 11:05 hora local (08:05 UTC) y el avión quedó destruido en el posterior incendio. Los testigos relataron que un ala se había separado del avión en vuelo. El Ministro de Situaciones de Emergencia de Rusia (del ruso: Министерство по чрезвычайным ситуациям) confirmó que había restos del avión en dos ubicaciones diferentes, con una separación de 3 kilómetros (1,9 mi) entre ellas. Fueron localizados más restos entre ambos puntos. Esto incluía más material identificado como proveniente de la cabina. Una fotografía lejos del principal lugar de siniestro aparentemente muestra un estabilizador horizontal. El Antonov An-148 acaba de recibir una ampliación de la certificación de vuelo. El accidente fue comparado con el accidente de diciembre de 2002 de un Antonov An-140 en Irán. De las seis personas fallecidas, cuatro eran de nacionalidad rusa y dos de ciudadanos birmanos.

## Investigación
El Ministro de Industria y Comercio de la Federación Rusa (Ministro de Industria de Rusia) (del ruso: Министерство промышленности и торговли Российской Федерации  (Минпромторг России)) abrió una investigación del accidente. Se inició una investigación criminal por parte del Comité Investigador de Rusia (del ruso: Следственный комитет Российской Федерации) para descubrir cualquier problema en la seguridad de vuelo que hubiese podido ocurrir, desde el punto de que pudiese tratarse de un homicidio. El primer encuentro tuvo lugar el 6 de marzo. Las grabadoras de vuelo fueron recuperadas de entre los restos. Los restos de avión fueron transportado a la VACO (del ruso: ВАСО) en Vorónezh para su examen. La información de las grabadoras comenzó a estar disponible el 12 de marzo.
El examen preliminar de los datos de la grabadora de datos en vuelo mostró que el indicador de velocidad fallaba, mostrando velocidades inferiores a las reales. En respuesta a ello, los pilotos incrementaron la velocidad superando la VNE, la velocidad que nunca se debe exceder, y el avión se partió en vuelo. La investigación se centró entonces en un error del piloto y la calidad del combustible. No hubo llamada a tierra del An-148 tras el accidente.

### Informe final y causas
La causa del accidente fue que inadvertidamente se permitió que la aeronave acelerara 110 km/h por encima de la velocidad límite de diseño durante un descenso de emergencia.
Esto provocó vibraciones de baja frecuencia en la aeronave en todos los ejes, un aumento de las aceleraciones alternas que superaron el margen de seguridad. El resultado fue la ruptura de la aeronave en el aire, seguida de su colisión con la tierra.
Los principales factores que contribuyeron al accidente fueron:
- Acciones inoportunas e inadecuadas de la tripulación para controlar la emergencia decente
- Falta de coordinación adecuada entre los miembros de la tripulación
- Desviaciones de las recomendaciones del manual de vuelo al ejecutar el descenso de emergencia
- Indicaciones engañosas sobre instrumentos básicos cuando están fuera de las condiciones de funcionamiento características.